# Franziskanerkloster Aachen

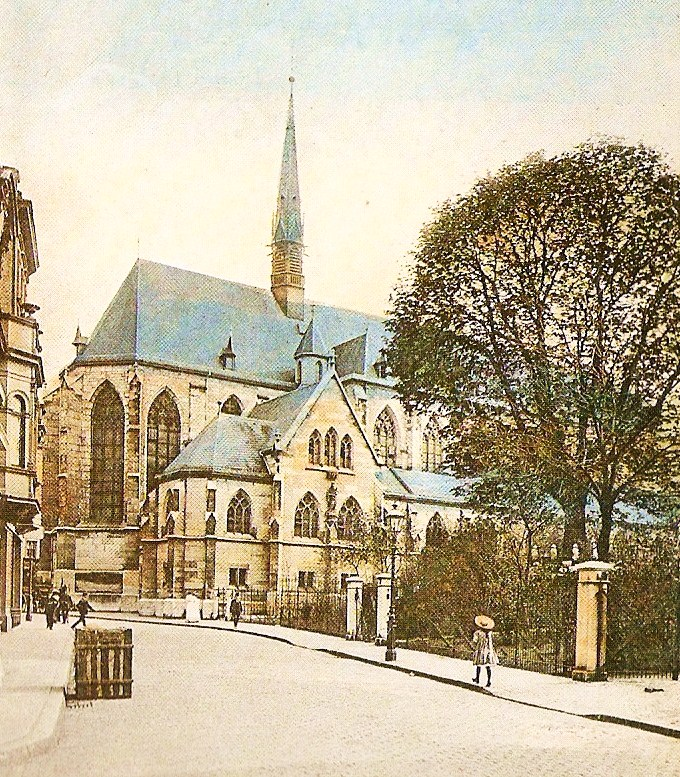
St. Nikolaus um 1900

Ein Franziskanerkloster bestand in Aachen von 1234 bis zur Säkularisation im Jahr 1802 bei der St.-Nikolaus-Kirche und dann wieder von 1860 bis 1967 in der Monheimsallee.

## Das Kloster an St. Nikolaus

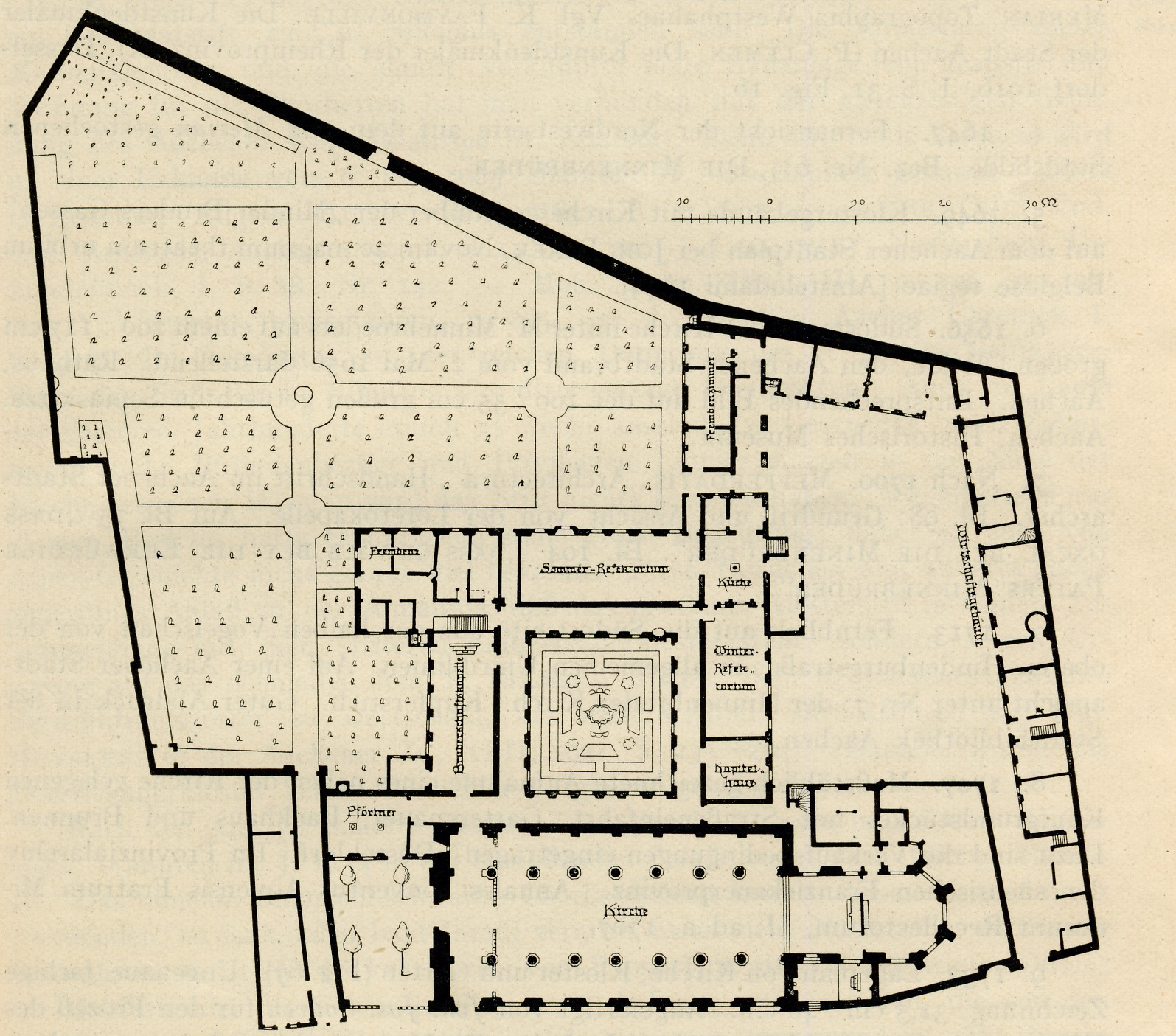
Grundriss des Franziskanerklosters 1737

### Gründung und Entwicklung
Im 11. Jahrhundert stiftete Kaiser Heinrich II. der Freien Reichsstadt Aachen eine Kapelle. Sie stand ca. 200 m vor dem Kölntor am Rande der vom Marktplatz stadtauswärts in Richtung Köln führenden Handelsstraße (heute am Kreuzungspunkt Großkölnstraße – Minoritenstraße) und gehörte mit benachbarten Chorherrenwohnungen zu einem Kanonikerstift in der Großkölnstraße.
Im Jahre 1234, eventuell schon etwas eher, übernahmen Brüder des 1210 gegründeten Franziskanerordens (Ordo Fratrum minorum, Minderbrüder oder Minoriten), der sich ab 1222 in Deutschland ausbreitete, die Kapelle. In den nächsten Jahrzehnten errichteten sie an der Kirche in unmittelbarer Nachbarschaft zur Barbarossamauer, der inneren Aachener Stadtmauer, ein neues Kloster, das zur Kölnischen Franziskanerprovinz Colonia gehörte. Erstmals sicher erwähnt wurden die Franziskaner in Aachen im Jahr 1246. Da die Kapelle für die Bedürfnisse des Ordens mittlerweile zu klein geworden war, wurde an ihrer Stelle eine erste Kirche im gotischen Stil einer Bettelordenskirche mit fünf Altären erbaut. Am 6. Dezember 1324 weihte Hermann aus Köln, Weihbischof von Lüttich und Bischof zu Heinen, den Chor und den Hauptaltar auf den Namenspatron des Tages, Nikolaus von Myra, und am Tage darauf die vier weiteren Altäre.
Nur sechs Jahre später, im Jahr 1333, wurde die St.-Nikolaus-Kirche durch einen ersten Brand erheblich beschädigt, konnte aber recht bald wieder neu hergestellt werden. Die Franziskaner kümmerten sich um Kaufleute und Reisende und waren wegen ihrer volksnahen Seelsorge beliebt. Dadurch wuchs ihre Gemeinschaft, und in den folgenden Jahrzehnten war ein weiterer Ausbau sowohl der Klosteranlage als auch der Klosterkirche erforderlich, und ihr Chorraum wurde im Jahre 1390 mit einem dritten Gewölbejoch nach Osten vergrößert. Das Kloster war nördlich an die Kirche angebaut. Um einen quadratischen Innenhof waren, verbunden durch einen Kreuzgang, die Klosterräume, das Refektorium und die Küche angeordnet, im Obergeschoss befanden sich die Schlafräume der Brüder.
1502 schlossen sich die Aachener Franziskaner, motiviert durch Brüder aus dem Observantenkloster in Maastricht, der strengeren Observanz (Fratres Minores de Observantia) und dann dem Reformzweig der Rekollekten an. 1537, 1626 und 1643 trat das Provinzkapitel der Kölnischen Ordensprovinz im Aachener Konvent zusammen. Die Reformation hatte keine Auswirkungen auf das Kloster.
1628 wurden auf Initiative des Guardians Heinrich Isendorn zu Blois und unterstützt vom Kanonikus des Aachener Münsters, Bruno von Bisterfeld, die baufälligen Klostergebäude abgerissen. Am Montag, dem 22. April 1630 erfolgte die Grundsteinlegung für einen Neubau. Zu diesem Anlass stiftete ein gewisser Freiherr von Pallandt den Chor der Kirche und einen dreigeschossigen Hochaltar. Weitere Altäre stifteten Kanonikus von Bisterfeld und Freiherr von Schnetter, Herr zu Kottenbach. Sie waren u. a. der Gottesmutter, dem heiligen Franz von Assisi und dem heiligen Rochus von Montpellier geweiht. Im Westflügel des Klosters befand sich jetzt eine Kapelle für die beim Kloster bestehenden Bruderschaften. Es bestand beim Kloster eine Gruppe des franziskanischen Dritten Ordens (Tertiaren). Zur Rochusbruderschaft gehörten auch geistliche und weltliche Honoratioren der Stadt. 1646 förderte Guardian Heinrich Isendorn die Gründung des Aachener Annuntiatenklosters.
Bei dem verheerenden Stadtbrand von Aachen im Jahre 1656 wurden das Dach und der Dachreiter der Kirche zerstört, das Erdbeben am 18. September 1692 spaltete den Westgiebel und zog das Gewölbe in Mitleidenschaft. Laurenz Mefferdatis leitete 1706 die Wiederherstellung der Einwölbung. 1786 wurden die Grabstätten aus der Kirche entfernt und ein Totenkeller für die Klosterbrüder und Wohltäter der Kirche eingerichtet.
Die Franziskaner waren als Prediger tätig, sie hielten Gottesdienst im Saal des Stadtrates und übernahmen nach Aufhebung des Jesuitenordens 1773 den Unterricht in Philosophie und Theologie am Gymnasium.

### Auflösung

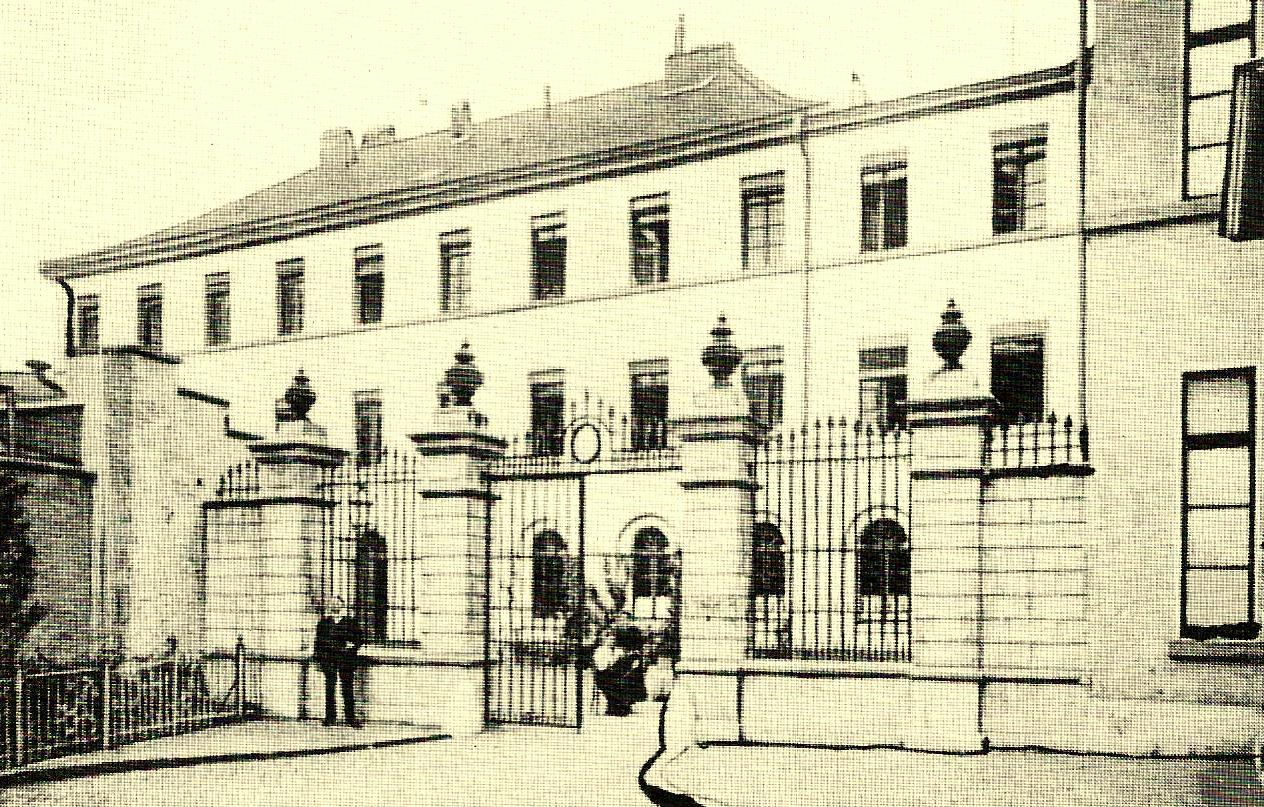
Umgewidmetes Klostergebäude, hier vor 1902

Mit Beginn der französischen Besatzungszeit ab 1794 wurden die Aachener Klöster per Dekret von Napoléon Bonaparte im Zuge der Säkularisation stückweise aufgelöst, so auch im Jahr 1802 das Franziskanerkloster. Einer der Patres, P. Eugenius Mürkens, wurde Oberpfarrer an St. Foillan, wo er die franziskanische Tertiarengemeinschaft wiederbelebte, die sich zunächst in der Kirche St. Salvator und auf Betreiben von P. Eugenius in der kleinen, zu St. Foillan gehörenden Elisabethkirche traf.
Die Klosterkirche wurde zur Pfarrkirche St. Nikolaus. Die Franzosen brachten ihre verwundeten Soldaten im Refektorium unter, der Kreuzgang wurde Pferdestall. Die restlichen Klostergebäude waren in der Zwischenzeit zunächst zum neuen Stadtgefängnis umgewidmet worden, da das bisherige Gefängnis im Grashaus hoffnungslos überfüllt war. Nach Abzug der Franzosen wurde ab 1820 in dem ehemaligen Kloster zusätzlich das neu eingerichtete Landgericht Aachen einquartiert. Ab 1874 diente der Komplex der Stadt Aachen als Verwaltungsgebäude und Standesamt, bevor er ab 1902 als Schulgebäude umfunktioniert wurde. Zunächst fand dort von 1902 bis 1906 vorübergehend das Kaiser-Karls-Gymnasium seinen Platz, bevor dort anschließend die Lehrerinnenbildungsanstalt und nach dem Ersten Weltkrieg die Kaufmännischen Schulen, die Handelsschule, die höhere Handelsschule und die Kaufmännische Berufsschule untergebracht wurden. Während des Zweiten Weltkrieges wurden im Juli 1943 die ehemaligen Klostergebäude zerstört und nicht wieder aufgebaut. Heute befindet sich auf diesem Gelände ein städtischer Parkplatz.

## Neugründung

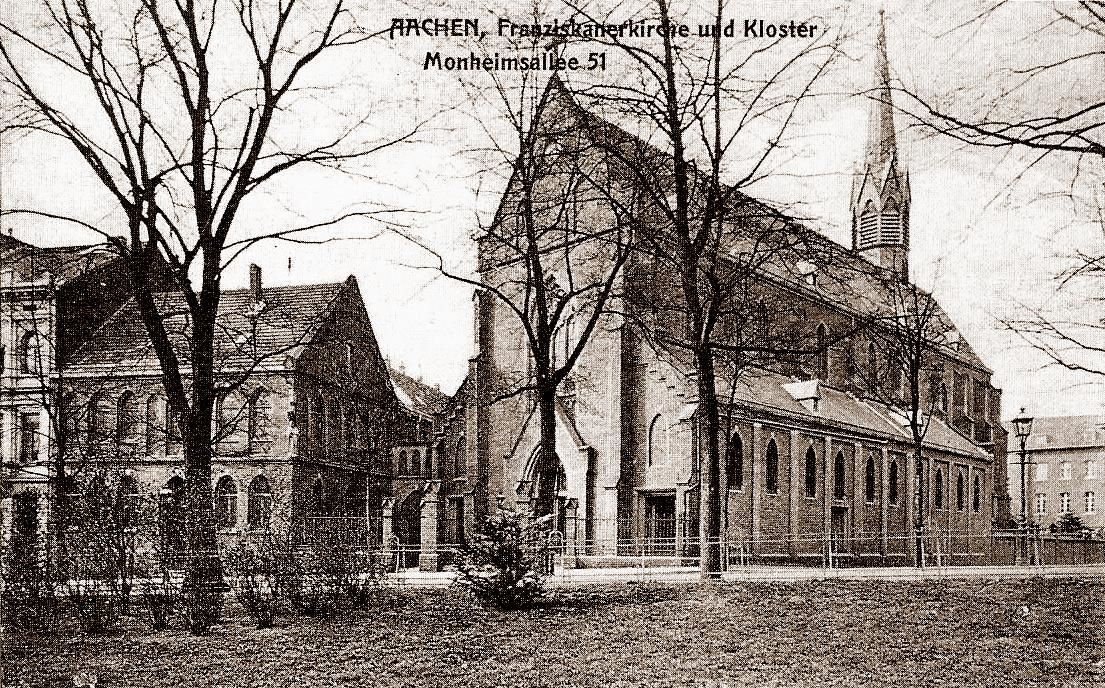
Franziskanerkloster und -kirche Monheimsallee (um 1900)

Ab Mitte des 19. Jahrhunderts wurde in Preußen den verbliebenen Klöstern wieder die Aufnahme neuer Mitglieder gestattet. Die Kölnische Franziskanerprovinz war nach der Säkularisation erloschen, die Sächsische Franziskanerprovinz Saxonia bestand mit einigen Klöstern weiter. Sie expandierte stark und begann mit der Gründung oder Wiedergründung von Klöstern. Im Jahr 1860 errichtete die Saxonia auch in Aachen wieder ein Franziskanerkloster, jetzt im Bereich der Monheimsallee. Es bestand bis 1967. Im Juni 1863 bezogen die Brüder zunächst einen Gebäudekomplex in der benachbarten Heinzenstraße. Das Grundstück mit Haus und Garten sowie eine Summe von 12.000 preußischen Talern zum Bau einer Kapelle hatten die Geschwister Regina und Ludovia Krey den Franziskanern 1860 geschenkt; 1863 wurde der Besitz auf den Kölner Erzbischöflichen Stuhl überschrieben, die Franziskaner hatten die Nutznießung.
Im preußischen Kulturkampf wurde durch das Klostergesetz die Schließung der Klöster verfügt; neben Aachen waren davon 16 weitere Klöster der Saxonia betroffen. Die Schließung der Aachener Franziskanerresidenz wurde am 15. September 1875 vollzogen. Die Brüder zogen ins belgische Moresnet um, wo sie ein Kloster begründeten und die Betreuung der Wallfahrtsstätte übernahmen.
Nach dem Ende des Kulturkampfes kehrten die Franziskaner 1887 in ihr Kloster in Aachen zurück. Oberer war von 1888 bis 1891, wie schon von 1872 bis zur Umsiedlung nach Moresnet, Pater Othmar Maasmann, der zwischen 1861 und 1864 wiederholt Provinzialminister der Ordensprovinz Saxonia war. Zwischen 1891 und 1893 wurde auf seine Initiative an der Monheimsallee 51 durch den Franziskanerbruder Paschalis Gratze ein neues Konventsgebäude mit angeschlossener Klosterkirche Herz Jesu im neugotischen Stil erbaut. Das Grundstück für den Bau hatte ein Aachener Bauunternehmer von der Evangelischen Kirchengemeinde für 263.064 Mark gekauft. Nach Fertigstellung von Kloster und Kirche wurden Grundstück und Gebäude 1894/95 zunächst an das Franziskanerkloster Warendorf und dann an das Franziskanerkloster Paderborn übertragen, die als eigene juristische Person mit Kooperationsrechten galten; eine Übertragung an den Erzbischöflichen Stuhl wurde seitens des Preußischen Staates abgelehnt, weil das Vermögen der Orden nicht in einer Hand konzentriert werden sollte.
Das Kloster war in Aachen ein beliebtes Beichtkloster, und die Ordensbrüder waren als Beichtväter für die Armen-Brüder des hl. Franziskus sowie in sieben Schwesternklöstern tätig, wo sie auch regelmäßige geistliche Vorträge für die Schwestern hielten; 1913 hörten die Brüder 112.000 Beichten, 130.000 Kommunionen wurden gespendet. Um diese Zeit bestand der Konvent meist etwa aus sieben Patres und elf Laienbrüdern. Als 1929 die Kölnische Franziskanerprovinz von den Heiligen Drei Königen wiederbelebt wurde, schloss sich ihr der Konvent in Aachen mit den anderen im Rheinland gelegenen Klöstern der Sächsischen Provinz an. Die Kölnische Provinz machte das Aachener Kloster zu ihrem Noviziatshaus.
Im Verlauf des Zweiten Weltkrieges wurden die Brüder von 1941 bis 1945 von den Nationalsozialisten ausgewiesen. Nach ihrer Rückkehr fanden sie die Gebäude schwer beschädigt vor und ließen sie 1948 durch den Architekten Arnold Königs wiederherstellen. Im Jahr 1967 verkaufte der Orden die Gebäude, die einige Monate später abgerissen wurden; einige Brüder blieben noch eine Zeitlang in einer Wohnung in Aachen. Heute erinnert eine Gedenktafel in der als Citykirche genutzten Nikolauskirche an die letzten Franziskaner Aachens. Diese hängt im Eingangsbereich von St. Nikolaus zusammen mit einem lebensgroßen Kreuz, das den Franziskanern anlässlich des Aachener Reitturniers 1957 von der spanischen Reitermannschaft gespendet worden war.